# Abdoulie Mansally
Abdoulie "Kenny" Mansally (Banjul, Gambija, 27. siječnja 1989.) je gambijski nogometaš koji trenutno nastupa za Real Salt Lake iz američkog MLS-a.

## Karijera

### Klupska karijera
Nyassi je nogometnu karijeru započeo u Gambiji igrajući za Real de Banjul. Tijekom Svjetskog U20 prvenstva 2007. godine uočio ga je glavni trener New England Revolutiona, Steve Nicol koji ga je doveo u klub zajedno sa suigračem iz reprezentacije, Sainey Nyassijem.
Za klub je debitirao 29. ožujka 2008. u utakmici protiv Dynamo Houstona dok je prvi prvenstveni pogodak postigao 9. travnja 2008. u visokoj 3:0 pobjedi protiv Kansas City Wizardsa.
20. lipnja 2012. igrač napušta klub i prelazi u Real Salt Lake. Debitirao je već 4. srpnja u susretu protiv Seattle Soundersa (0:0).

### Reprezentativna karijera
Sainey Nyassi je nastupao za mlade U17 i U20 reprezentacije Gambije kao i Svjetskim prvenstvima. Za seniorsku reprezentaciju je debitirao u kvalifikacijskoj utakmici protiv Alžira 14. lipnja 2008. u sklopu kvalifikacija za Afrički Kup nacija 2012.

## Osvojeni klupski trofeji
| SAD                    | SAD                        | SAD    |
| Klub                   | Trofej                     | Godina |
| ---------------------- | -------------------------- | ------ |
| New England Revolution | Lamar Hunt U.S. Open Cup   | 2007.  |
| New England Revolution | Sjevernoamerička SuperLiga | 2008.  |

## Vanjske poveznice
- Profil igrača na MLS Soccer.com  Arhivirana inačica izvorne stranice od 23. prosinca 2011. (Wayback Machine)
- Profil igrača na National Football Teams.com